# T. R. Knight
Theodore Raymond "T. R." Knight (sinh ngày 26 tháng 3 năm 1973) là một diễn viên người Mỹ.